# Georgij Kulikov
Georgij Stepanovič Kulikov (in russo Георгий Степанович Куликов?; Riga, 11 giugno 1944) è un ex nuotatore sovietico, dal 1992 lettone.

## Carriera
Vinse tre medaglie alle Olimpiadi, tutte nelle staffette, due a Città del Messico 1968 ed una a Monaco 1972.

## Palmarès
- Giochi olimpici estivi

Città del Messico 1968: argento nella 4x100m stile libero e bronzo nella 4x200m stile libero.
Monaco di Baviera 1972: bronzo nella 4x200m stile libero.
- Europei

Barcellona 1970: oro nella 4x100m stile libero.